# John Brown (polityk z Maryland)
John Brown (zm. 13 grudnia 1815) – polityk amerykański.
W latach 1809–1810 był przedstawicielem siódmego okręgu wyborczego w stanie Maryland w Izbie Reprezentantów Stanów Zjednoczonych.